# Comitatul Bernalillo, New Mexico
Comitatul Bernalillo (în engleză Bernalillo County) este unul din cele 33 de comitate ale statului New Mexico, Statele Unite ale Americii și cel mai populat dintre ele.

## Istoric
Comitatul a fost fondat în 1852.

## Demografie
|  | Graficele sunt indisponibile din cauza unor probleme tehnice. Mai multe informații se găsesc la Phabricator și la wiki-ul MediaWiki. |

Date: Wikidata - grafică realizată de Wikipedia